# Diane Bellemare
Hon. Diane Bellemare (* 13. Oktober 1949) ist eine kanadische Wirtschaftswissenschaftlerin und Politikerin, die unter anderem seit 2012 Mitglied des Senats von Kanada für die Provinz Québec ist.

## Leben
Diane Bellemare begann nach dem Schulbesuch zunächst ein grundständiges Studium an der University of Montreal, welches sie 1969 mit einem Baccalauréat ès arts beendete. Ein darauf folgendes postgraduales Studium der Wirtschaftswissenschaften an der University of Western Ontario schloss sie 1971 mit einem Maîtrise en sciences économique ab.  Daraufhin unterrichtete sie von 1972 bis 1994 Professorin im Fachbereich Wirtschaftswissenschaften mit dem Schwerpunkt Makroökonomie, Beschäftigungsökonomie sowie öffentliche Wirtschaft sowie anschließend zwischen 1991 und 1994 im Fachbereich Verwaltungswissenschaften an der Université du Québec à Montréal (UQAM). Während dieser Zeit schloss sie 1981 ihre Promotion zum Doctor philosophiae (Ph.D.) in Wirtschaftswissenschaften an der McGill University ab. Im Laufe ihrer Karriere veröffentlichte sie neben Fachbüchern auch zahlreiche wissenschaftliche Artikel zu den Themen Vollbeschäftigung, Einkommenssicherheit, Ruhestand und Alterung der Bevölkerung. Des Weiteren war sie für zwei Amtsperioden von 1983 bis 1991 Mitglied des Kanadischen Wirtschaftsrates und beteiligte sich zwischen 1987 und 1996 als Gründungsmitglied im Beschäftigungsforum, einem gemeinnützigen Verein, der die wichtigsten Entscheidungsträger aus Arbeitgeber-, Gewerkschafts-, Gemeinde- und institutionellen Kreisen zusammenbringt und dessen Aufgabe es ist, Beschäftigung zu fördern. Darüber hinaus arbeitete sie von 1988 bis 1991 als Wirtschaftskolumnistin in der Public-Affairs-Sendung „Questions d’argent“ auf Télé-Québec. Sie war ferner zwischen 1990 und 1996 Mitglied der Kanadischen Statistikbehörde sowie von 1991 bis 1994 Mitglied des Instituts für Recherche und Information über die Vergütung IRIR (Institut de recherche et d’information sur la rémunération).
1994 wurde Dianne Bellemare zur Präsidentin und Generaldirektorin der Société québécoise de développement de la main-d’oeuvre (SQDM) ernannt, deren Aufgabe es ist, alle Arbeitskräfteentwicklungsprogramme auf Bundes- und Provinzebene zu verwalten. Sie wurde auch Präsidentin des Verwaltungsrates. Als sich die SQDM 1997 auflöste, war sie bis 1999 Vorsitzende der Arbeitsmarktpartnerkommission, sowie Mitglied des Teams, das das Arbeitsmarktabkommen zwischen Quebec und der Bundesregierung aushandelt. Im Anschluss war sie zwischen 2000 und 2003 als Beraterin tätig und übernahm in dieser Funktion die Verantwortung für die vom FTQ-Solidaritätsfonds herausgegebene Zeitschrift „La minute de l’emploi“ zum Thema Beschäftigung. Ab Herbst 2003 arbeitete sie beim Conseil du Patronat du Québec, eine Organisation mit dem Ziel, die Interessen von mehr als 70.000 Mitarbeitern in Québec zu vertreten, und übernahm dort bis zum Frühjahr 2007 die Funktionen der Vizepräsidentin für Forschung und später der Ersten Vizepräsidentin und Chefökonomin. Anschließend arbeitete sie bis Ende 2008 als Sonderberaterin für Wirtschaft von Mario Dumont, des Oppositionsführers in der Nationalversammlung von Québec. Bei den Wahlen am 8. Dezember 2008 kandidierte sie bei den Wahlen zur Nationalversammlung ohne Erfolg für die Demokratische Aktion von Québec ADQ (Action démocratique du Québec), der sie von 2003 bis 2008 angehörte, und war zeitweise Sprecherin der ADQ für öffentliche Finanzen und Beschäftigung. Anschließend wechselte sie als assoziierte Forscherin zum interuniversitäre Forschungszentrum CIRANO (Centre interuniversitaire de recherche en analyse des organisations).
Am 6. September 2012 wurde Diane Bellemare auf Vorschlag des Premierministers von Kanada Stephen Harper zum Mitglied des Senats von Kanada ernannt und vertritt dort seither die Division Alma in der Provinz Québec. Sie war zunächst zwischen dem 6. September 2012 und dem 7. März 2016 Mitglied der Fraktion der Konservativen Partei Kanadas. Im Anschluss gehörte sie vom 8. März 2016 bis zum 13. November 2019 als Unabhängige beziehungsweise Parteilose dem Senat an und war in dieser Zeit auch Legislative Stellvertreterin des Regierungsvertreters im Senat, dem stellvertretenden Führer des Senats, tätig. Daraufhin gehörte sie vom 14. November 2019 bis zum 17. September 2021 der Independent Senators Group (ISG) als Mitglied an, ehe sie seit dem 17. September 2021 Mitglied der Progressive Senate Group (PSG) ist. Seit Beginn ihrer Senatsmitgliedschaft ist sie Mitglied zahlreicher Ständiger Ausschüsse sowie seit Beginn der 44 Legislaturperiode 2021 Vorsitzende des Ständigen Senatsausschusses für Regeln, Verfahren und Rechte des Parlaments. Sie vollendet am 13. Oktober 2024 das 75. Lebensjahr und muss somit zwingend zurücktreten.

## Veröffentlichungen
- Le plein emploi, pourquoi?, Mitautorin Lise Poulin Simon, Québec 1983
- Les stratégies de reprise, Mitautorin Céline Saint-Pierre, Montreal 1984
- Créer et partager la prospérité. Sortir l’économie canadienne de l’impasse, Québec 2013